# Agriophanes
Agriophanes là một chi bướm đêm thuộc phân họ Olethreutinae, họ Tortricidae Tortricidae.

## Các loài
- Agriophanes pycnostrota Meyrick, 1930